# Pelinolisni limundžik
Pelinolisni limundžik (obični limundžik, ambrozija, partizanka; lat. Ambrosia artemisiifolia) je biljka iz porodice glavočika (Asteraceae). jedna je od 49 vrsta iz roda ambrozija. Vrlo je raširen korov i jedna od najraširenijih biljaka iz roda ambrosia u Sjevernoj Americi i dijelovima Europe.

## Svojstva
Ambrozija je jednogodišnja zeljasta biljka koja naraste od 1 do 1,5 metar visine. Korijen joj je vretenast. Stablo joj je uspravno, razgranato i gusto prekriveno sitnim dlačicama.

## Podrijetlo
Ambrozija dolazi iz Sjeverne Amerike. U Europu je uvezena kontaminiranim pošiljkama sjemena, oko 1860. godine (Hamburg).Zbog svoje izuzetno velike reprodukcijske moći, ali i dobre sposobnosti prilagođavanja novim okolišnim uvjetima, vrlo se brzo širi na poljodjelskim i nepoljodjelskim zemljištima. Često raste na neobrađenim zemljištima.

## Štetnost
Ambrozijina pelud je jedan od najjačih poznatih alergena. Na sluznicama dišnih organa pelud kod osjetljivih bolesnika moze prouzročiti alergijsku reakciju. Klasični simptomi su primjerice crvenilo očiju, suzenje, začepljenje nosa, kihanje, kašalj, otežano disanje, astma i promjene na koži i probavi. 
Štetnost ambrozije u poljodjelstvu je velika, jer ona zahvaljujući svome izuzetno jakom korijenskom sustavu i bujnoj vegetativnoj masi iz tla iznosi velike količine hranjivih tvari, prouzrokujući time osiromašenje tla.

## Suzbijanje
Najdjelotvorniji pristup suzbijanju ambrozije uključuje mehaničke, agrotehničke i kemijske mjere suzbijanja. 
U brojnim europskim zemljama doneseni su zakonski propisi u vezi iskorjenjivanja ambrozije.
Primjerice, u Republici Hrvatskoj je 5. srpnja 2007. donesena Naredba o poduzimanju obveznog uklanjanja ambrozije.

## Sinonimi
- Ambrosia artemisiifolia f. artemisiifolia
- Ambrosia artemisiifolia subsp. artemisiifolia
- Ambrosia artemisiifolia var. artemisiifolia
- Ambrosia artemisiifolia var. elatior (L.) Descourt.
- Ambrosia chilensis Hook. & Arn.
- Ambrosia elata Salisb.
- Ambrosia elatior L.
- Ambrosia elatior var. elatior
- Ambrosia glandulosa Scheele
- Ambrosia monophylla (Walter) Rydb.
- Ambrosia paniculata Michx.
- Ambrosia paniculata f. paniculata
- Ambrosia paniculata var. paniculata
- Ambrosia peruviana Cabrera
- Iva monophylla Walter[3]

## Vanjske poveznice
|  | Zajednički poslužitelj ima stranicu o temi Ambrosia artemisiifolia    |
|  | Zajednički poslužitelj ima još gradiva o temi Ambrosia artemisiifolia |
|  | Wikivrste imaju podatke o taksonu Ambrosia artemisiifolia             |

- PFAF database Ambrosia artemesiifolia  Arhivirana inačica izvorne stranice od 12. rujna 2015. (Wayback Machine)
- Ambrozija – alergijska pošast
- Ambrozija, hrana bogova  Arhivirana inačica izvorne stranice od 16. ožujka 2017. (Wayback Machine)
- Ambrozija najzdravija biljke koju nam je bog dao  Arhivirana inačica izvorne stranice od 28. ožujka 2021. (Wayback Machine)